# Edad apropriada
La edad apropriada describe el comportamiento de las personas según lo previsto por su cronograma de desarrollo. Este cronograma está arraigado en la vida social de las personas y se basa principalmente en las expectativas y normas de edad acordadas socialmente. Para un comportamiento determinado, como gatear, aprender a andar, aprender a hablar y demás, hay unos años dentro de los cuales el comportamiento se considera apropiado. Por el contrario, si el comportamiento está fuera del rango de edad, se considerará inadecuado para la edad. La mayoría de las personas se adhieren a estas normas de edad y son conscientes de si su desarrollo es "temprano", "retrasado" o "a tiempo".
La edad apropiada se considera esencial para el desarrollo de las habilidades de los niños. Las habilidades motoras, cognitivas y sociales de los niños se forman a través de varias etapas de desarrollo. Observar el desarrollo funcional de un niño implica verificar si ha dominado ciertos hitos y expectativas de desarrollo para su edad. Se cree que la falta de exposición a actividades y experiencias apropiadas para la edad en una etapa específica impide que el niño adquiera las habilidades necesarias para su etapa actual y por ende, para la siguiente etapa de desarrollo.
Existen varias consecuencias asociadas con la inadecuación a la edad, que van desde el aislamiento social, daños a la salud física y al desarrollo cognitivo, hasta la formación de comportamientos inapropiados.

## Desarrollo infantil
Los niños se desarrollan física, mental, social y emocionalmente siguiendo patrones en gran medida predecibles. Por ejemplo, físicamente, la mayoría de los bebés desarrollan la habilidad de caminar cuando tienen alrededor de un año. Por lo general, desarrollan las habilidades sociales y mentales necesarias para jugar al "cucú" a los 8 meses de edad. Ser capaz de hacer estas cosas en el momento habitual de desarrollo es apropiado para su edad.
A veces, los comportamientos y creencias inadecuados para la edad indican un trastorno del desarrollo. Por ejemplo, los bebés y niños pequeños no comprenden el concepto de un personaje ficticio, como Elmo, sea diferente de una persona real, pero la mayoría de los niños entienden este concepto a los cuatro años. Es apropiado para la edad y normal en el desarrollo que los niños pequeños crean en Papá Noel e igualmente apropiado y normal que dejen de creer en él alrededor de los ocho años. Sin embargo, creer en Papá Noel es inapropiado para niños mayores y adolescentes; los pocos que lo hacen a menudo tienen autismo u otros trastornos del neurodesarrollo.

## Participación social

### Aplicación
Las habilidades sociales apropiadas para la edad y la comunicación con los iguales pueden interpretarse en términos de causa y efecto. Un conjunto insuficiente de habilidades sociales apropiadas para la edad resulta en dificultades para establecer relaciones sociales y la falta de vínculos sociales puede empeorar el conjunto subdesarrollado de habilidades sociales.
Los estudiantes prefieren asociarse con aquellos similares a ellos en varias dimensiones, como edad, género, raza, nivel educativo, valores, intereses o creencias; este fenómeno se denomina homofilia. Por lo tanto, los estudiantes normales con habilidades sociales apropiadas para la edad son más propensos a reunirse, formando amistades y grupos cohesionados entre iguales.

### Sanciones de la inadecuación a la edad
Los estudiantes con necesidades especiales, especialmente aquellos con trastornos del espectro autista y trastornos conductuales graves, enfrentan obstáculos severos en la participación social, que implica construir amistades o relaciones, contactos o interacciones, autopercepción social y ser aceptados por los compañeros.
Estas experiencias de segregación en los primeros años escolares pueden amenazar directamente el desarrollo social de los niños. La falta de contacto con sus compañeros, el subdesarrollo de habilidades sociales apropiadas para la edad y los autoconceptos negativos resultan en problemas de externalización como agresividad y de internalización como ansiedad.

## Ingreso escolar

### Aplicaciones
La escuela es una institución diseñada para proporcionar a los estudiantes espacios y entornos de aprendizaje bajo la guía de maestros, donde los estudiantes establecen las bases y se preparan para el desarrollo futuro de habilidades. Por lo tanto, es vital que los niños ingresen a la escuela a una edad adecuada.
Algunos estudiantes son mayores dentro de su cohorte, lo que significa que están fuera del rango de edad estándar de 12 meses de su grupo, ya sea porque se les obliga a repetir curso o porque posponen voluntariamente el ingreso. La repetición forzada ocurre porque los estudiantes no logran seguir el ritmo de sus compañeros o sus familias no apoyan sus estudios. El acceso tardío voluntario a la escuela se denomina "retención académica". La retención académica ocurre entre estudiantes que tienen un cumpleaños relativamente tardío justo antes de la fecha límite o aquellos considerados relativamente inmaduros para la escuela. Tanto la repetición forzada como la voluntaria buscan dar tiempo a los estudiantes para ponerse al día o prepararse.
Existen cuatro perspectivas que comparan las fortalezas y debilidades del ingreso retrasado y a tiempo:
- La perspectiva nativista afirma que los niños deben estar adecuadamente maduros al ingresar a la escuela.
- La perspectiva ambiental sostiene que la preparación de los niños para la escuela se evalúa por la cantidad de conocimientos comunes que poseen.
- La perspectiva constructivista social afirma que la preparación escolar depende de antecedentes individuales, sociales y culturales.
- La perspectiva interaccionista considera la preparación como bidireccional, teniendo en cuenta tanto la preparación de los estudiantes como la capacidad de la escuela para satisfacer las necesidades del niño.

Las perspectivas nativista y constructivista social apoyan la retención, ya que creen que prepara a los niños para la escuela, prediciendo un mejor rendimiento académico. Por otro lado, las perspectivas ambiental e interaccionista suelen ser la base para el ingreso escolar a tiempo, porque es apropiado para la edad de los niños y la escuela acomodará las variaciones en los estudiantes.

### Consecuencias de la inadecuación a la edad
La investigación ha demostrado que la retención o "redshirting" genera pocos beneficios académicos. Aunque el ingreso retrasado podría generar mejoras estadísticamente significativas en el rendimiento académico a corto plazo (generalmente en los primeros tres años), el progreso pierde su relevancia a largo plazo. A la larga, los estudiantes notablemente mayores para su cohorte mostraron mayor desinterés escolar, menores intenciones positivas, menor cumplimiento de tareas y menores puntajes de rendimiento. Estos hallazgos apoyan las perspectivas ambiental e interaccionista, resaltando la importancia de la edad apropiada en el desarrollo de los niños.

## Juegos

### Aplicación
Es crucial que los padres seleccionen juguetes apropiados para los niños para ayudar en su desarrollo y garantizar su seguridad. Se han publicado varias guías para garantizar la seguridad de los juguetes, como la Comisión de Seguridad de Productos de Consumo de los Estados Unidos en los Estados Unidos, Guía sobre Seguridad de Juguetes de la Comisión Europea, entre otros.

### Importancia de la edad apropiada
La investigación ha mostrado que el juego apropiado mejora el desarrollo de los niños en cuatro dimensiones:
1. Desarrollo físico
2. Desarrollo cognitivo (creatividad, descubrimiento, habilidades lingüísticas, juicio verbal y razonamiento, pensamiento simbólico, habilidades para resolver problemas y la capacidad de concentrarse y controlar el comportamiento)
3. Desarrollo emocional (conciencia, sensibilidad hacia los demás, fortaleza y estabilidad emocional, espontaneidad, humor y sentimientos sobre sí mismo)
4. Desarrollo social (aprendizaje social)

Estos juguetes coinciden con las habilidades y capacidades de desarrollo actuales de los niños, fomentando aún más el desarrollo de nuevas habilidades.
Al determinar la seguridad de los juguetes, se deben considerar las características del juguete, cómo podría usarse o abusarse del juguete y la cantidad de supervisión necesaria para jugar de manera segura. Los juguetes típicamente riesgosos pueden incluir objetos magnéticos de alta potencia, juguetes con piezas pequeñas que podrían causar un peligro de asfixia potencialmente mortal, entre otros.

## Exposición a los medios

### Aplicación
Se han desarrollado varios sistemas de clasificación de contenidos para prevenir el daño que las presentaciones mediáticas inapropiadas para la edad causan a los niños. Las dos categorías principales de clasificación son el sistema de evaluación basado en la edad apropiada y el sistema descriptivo basado en la descripción del contenido.
Ejemplos de sistemas de evaluación incluyen el Canadian Home Video Rating System, la Korea Media Rating Board, la Movie and Television Review and Classification Board de Filipinas, la Office of Film and Literature Classification (New Zealand), la British Board of Film Classification, la Australian Classification Board y la Film Classification and Rating Organization de Japón.